# Benet Julià i Ros
Benet Julià i Ros (Torroella de Montgrí, el Baix Empordà, febrer de 1727 - Montserrat, el Bages, 5 de desembre del 1787) fou un músic i compositor català de l'escola de Montserrat.
Va ser batejat com a Genís Julià, i vers el 1736 o 1737 entrà a formar part de l'Escolania de Montserrat; hi estudià amb el mestre d'escolans, Benet Esteve. Allà fou condeixeble d'Antoni Soler i s'hi estigué fins al 1745. Aquest darrer any entrà al monestir per ser-ne monjo, concretament el 29 de desembre, firmant la cèdula de professió monàstica el 1746. A partir de 1754 fou l'organista de l'abadia. S'ignora la data del seu accés al magisteri de l'escolania, però és molt probable que substituís a Josep Martí el 1763, quan va morir, abans del nomenament d'Anselm Viola, el qual tingué lloc entre els anys 1763 i 1767.

## Obres i estil
Malgrat que no es conserven gaires de les seves obres, en elles es mostra com un compositor coneixedor tant de la tècnica polifònica antiga com de l'estil italianitzant i classicista de la seva època. Pel que fa a l'àmbit de la polifonia coral s'adscriu a l'estil de l'època, utilitzant principalment la textura homòfona. Entre les peces que va escriure, les quals eren principalment per a orgue i clavicèmbal, destaquen una sonata per a clarins, una Missa de difunts i un Miserere, ambdós per a doble cor i orquestra. Segons les paraules de Daniel Codina, en aquesta segona obra Benet Julià aconsegueix «una atmosfera dramàtica, expressiva... dins del seu estil de recerca innovadora dins del camp harmònic».
Tingué per deixebles els futurs músics i compositors Narcís Casanoves, Maur Ametller, Felip Jaumandreu i Francesc Juncà (o Francesc Joncar, segons grafies).

## Obres publicades
Misses
- Missa de difunts

Oficis
- Ofici i Vespres de difunts

Motets
- O sacrum convivium

Responsoris
- Beata dei genitrix Maria
- Quem vidistis, pastores?

Salms
- In exitu Israel

Orgue
- Tocata